# Gieorgij Jewdokimienko
Gieorgij Stepanowicz Jewdokimienko, ros. Георгий Степанович Евдокименко (ur. 20 października 1914 w Weniowie, zm. 24 września 1996 w Moskwie) – generał porucznik, funkcjonariusz radzieckich służb specjalnych, działacz polityczny.

## Życiorys
Kierownik Młodzieżowej Rolniczej Stacji Doświadczalnej od 1930. W organach NKWD-KGB od 1939. Po ukończeniu specjalistycznych studiów działał w latach 1939–1941 na Wołyniu; od 1941 do 1945 w organach zabezpieczenia tyłów 5 Armii, Północnokaukaskiego Okręgu Wojskowego i Północnej Grupy Wojsk; w tym czasie na stanowisku dowódcy oddziału i zastępcy naczelnika „Smiersz” Frontów Północno-Kaukaskiego i Nadbałtyckiego.
W latach 1945–1947 zastępca Naczelnika Inspekcji Sojuszniczej Komisji Kontroli na Węgrzech. Od 1947 do 1949 zastępca naczelnika wydziału i naczelnik wydziału MGB Centralnej Grupy Wojsk. Od 1949 do 1951 ponownie na Węgrzech na stanowisku zastępcy Starszego Doradcy i Starszego Doradcy MGB ZSRR przy MSW Węgier. Od 1951 do 1953 zastępca naczelnika UMGB w Kraju Chabarowskim, następnie do 1954 zastępca naczelnika i naczelnik Oddziału MWD – KGB. W latach 1954–1959 starszy doradca, kierownik grupy KGB przy MSW PRL. Od 1959 do 1961 zastępca naczelnika 2 Sekcji Specjalnej OTU KGB. Od 1961 do 1963 naczelnik KGB Kraju Krasnojarskiego. W latach 1963–1975 przewodniczący KGB Kazachskiej SRR. Z tego stanowiska odszedł na emeryturę.
Od 1975 do przejścia na emeryturę członek Rady Najwyższej ZSRR (7, 8 i 9 kadencji).
Był żonaty, miał 3 synów.

## Wykształcenie
- Instytut Rolniczy w Leningradzie (1939)
- Wyższa Szkoła NKWD ZSRR (1939)

## Awanse generalskie
- gen. major – 9 grudnia 1964
- gen. porucznik – 17 grudnia 1969

## Ordery i odznaczenia
- Order Lenina
- Order Czerwonej Gwiazdy – dwukrotnie
- Order Czerwonego Sztandaru
- Order Wojny Ojczyźnianej I i II stopnia
- Order Rewolucji Październikowej